# Horní Heřmanice (Pardubice)
Horní Heřmanice è un comune della Repubblica Ceca facente parte del distretto di Ústí nad Orlicí, nella regione di Pardubice.